# Chiesa dei Santi Fedele e Simone
La chiesa dei Santi Fedele e Simone, di Vico Morcote, fu eretta tra il 1591 e il 1625, sui resti della chiesa primitiva del secolo XI.

## Storia
Eretta nel 1591 sulla base di un santuario di epoca medievale, la chiesa venne ricostruita negli anni 1625-1627.
La facciata venne rifatta 1720, in stile barocco.
Negli ultimi anni la parte esterna della chiesa era divenuta piuttosto fatiscente con statue rotte, intonaco crepato e spaccato quasi ovunque nonché innumerevoli infiltrazioni d'acqua. Grazie all'intesa tra i comune ed il consiglio parrocchiale si sono avviati i restauri, tra il 2006 e l'agosto 2008.

## Descrizione

### Esterno
Il campanile sul fianco destro è incatenato da lesene ed incoronato da un attico ottagonale a cupola. Sulla facciata ci sono quattro nicchie con le statue dei santi Fedele e Simone e Giuda Taddeo.
Il timpano a sesto ribassato è ornato a stucco. Il portale quattrocentesco ha l'architrave in marmo nero del 1720 ed è sormontato da un timpano spezzato.

### Interno
All'interno l'aula a navata unica presenta due cappelle per lato, con volta a botte trasversale, aggiunte tra il 1636 e il 1670, e coro quadrangolare coperto da una cupola ottagonale a lanterna illuminata da oculi, preceduto da una parete frontale con lunetta e finestra serliana. Un'articolazione di paraste ioniche sorreggono il cornicione perimetrico su cui s'imposta la volta a botte lunettata.
Sulla parete di fondo del coro si conservano affreschi eseguiti nel 1625 o 1626 raffiguranti la Crocifissione di Gesù. 
Sui pilastri d'angolo sono presenti due reliquiari murali settecenteschi in stucco: quello di sinistra reca una tiara alludendo a sant'Aniceto, papa dal 155 al 166, nativo di Vico Morcote secondo la tradizione. Inoltre il pontefice viene ricordato da una targa: FIGLIO DI QUEST'UMILE VILLAGGIO / MUOVENDO CON L'AQUILE DI ROMA / GIOVANNI LEGIONARIO IN SIRIA / DIEDE DECIMO SUCCESSORE A S. PIETRO / IL FIGLIO PAPA SANT'ANICETO MARTIRE + 167.
La parete meridionale ospita un trittico di inizio Cinquecento in pietra di Saltrio, opera attribuita alla bottega dei Rodari e raffigurante una Madonna col Bambino tra due santi.

## Galleria d'immagini

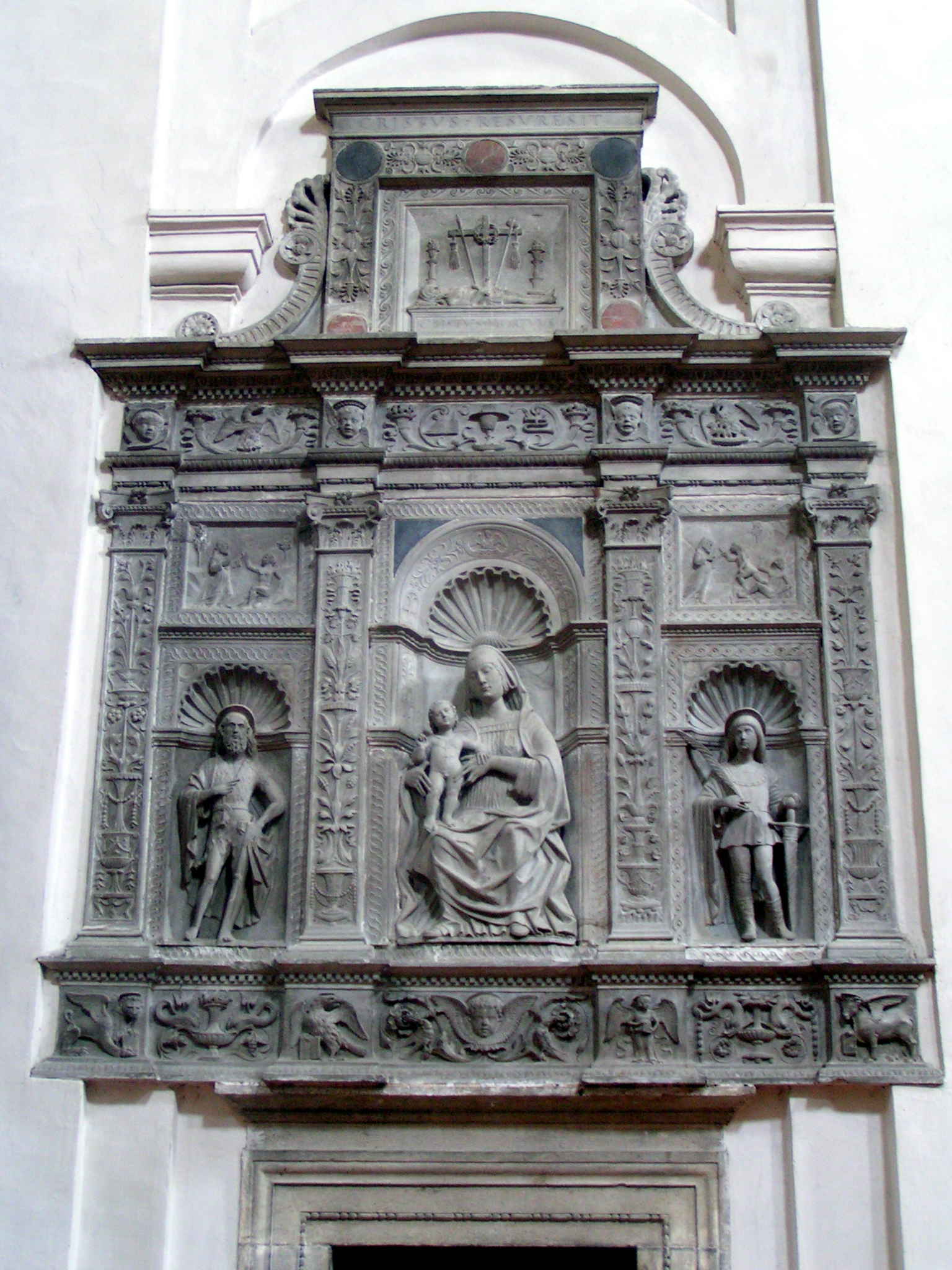
Trittico in pietra di Saltrio
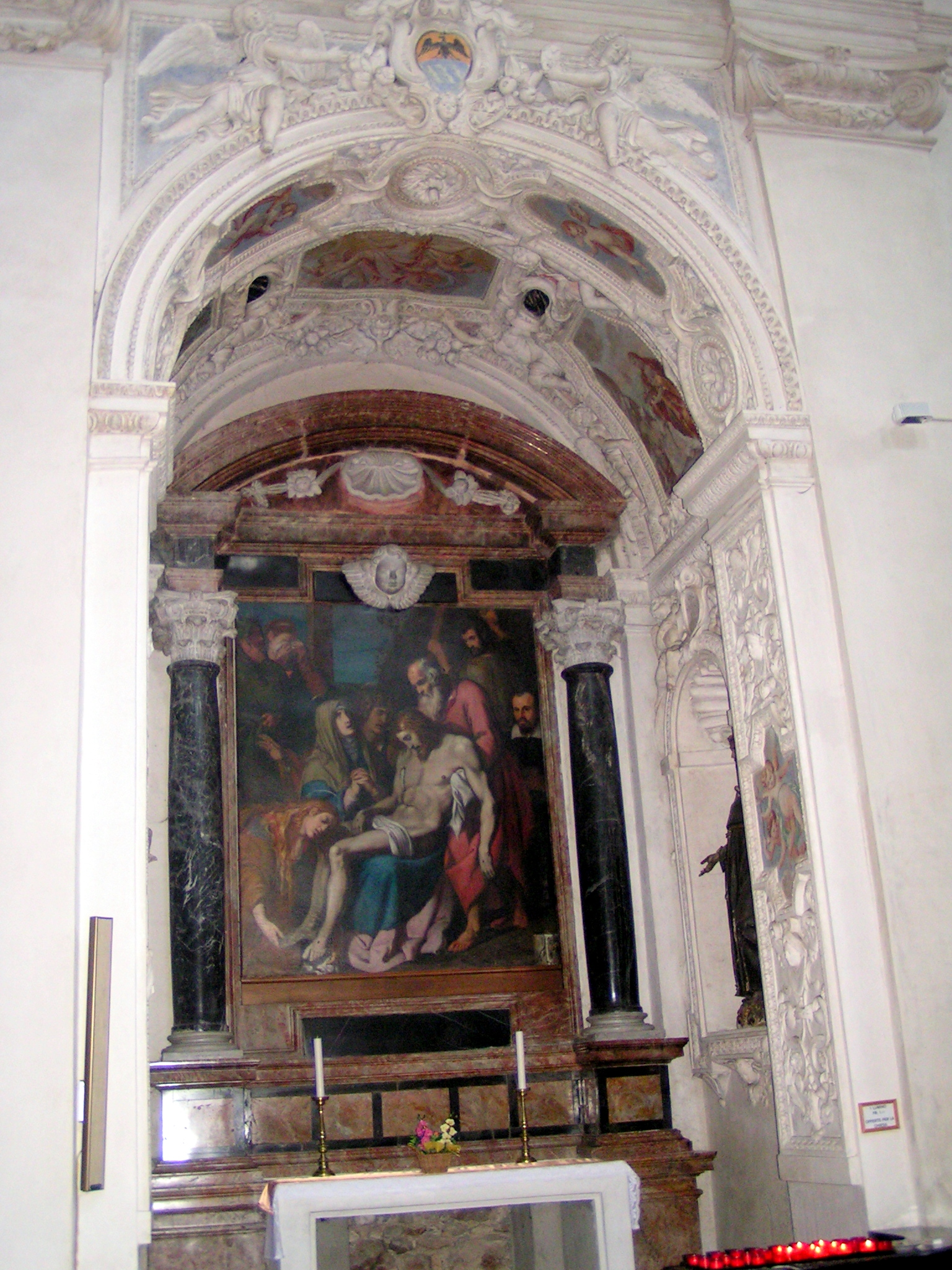
Cappella della Pietà
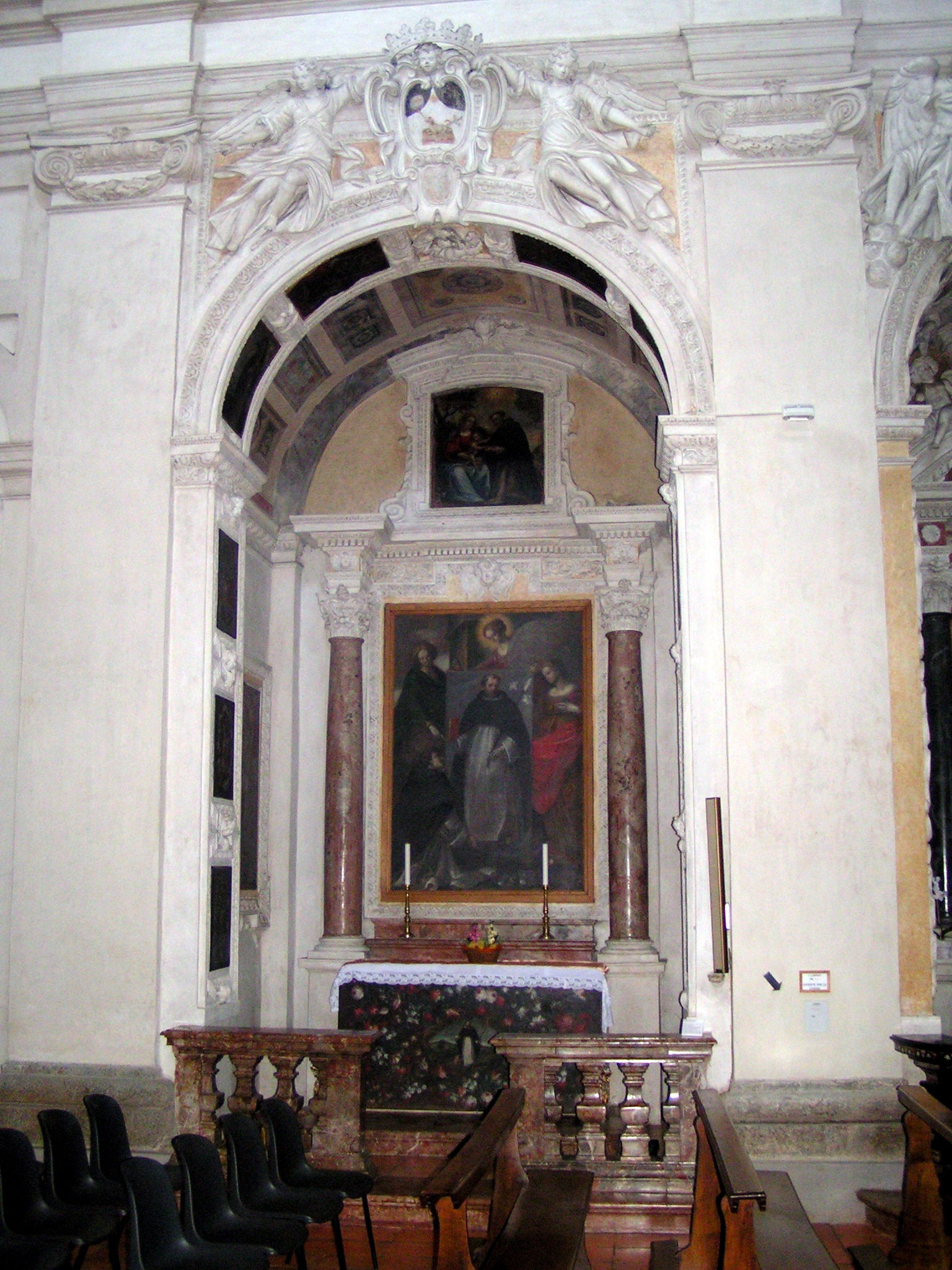
Cappella di san Domenico di Guzmán